# ماریون (شهرستان ساگیناو، میشیگان)
ماریون (به انگلیسی: Marion Township) یک منطقهٔ مسکونی در ایالات متحده آمریکا است که در شهرستان سگینا، میشیگان واقع شده‌است.
 ماریون ۶۳٫۸ کیلومتر مربع مساحت و ۹۲۳ نفر جمعیت دارد و ۱۹۹ متر بالاتر از سطح دریا واقع شده‌است.